# Perthus-alagút
A Perthus-alagút egy 8 300 m hosszú, normál nyomtávolságú, 25 kV 50 Hz-cel villamosított kétcsöves vasúti alagút Franciaország és Spanyolország között a Pireneusok alatt. Az alagút a LGV Perpignan–Figueres vonalon helyezkedik el. Megépítése öt évig tartott (2005-2009) magántőkéből, 2009 február 17-én nyílt meg. A TP Fero 50 évre koncesszióba adta ki.
A forgalom az alagútban 2010 december 17-én indult meg.
Egyaránt közlekednek benne nagysebességű személyszállító- és hagyományos tehervonatok is.
Az alagút feladata, hogy a francia TGV hálózatot jövőben összekapcsolja a spanyol AVE hálózatával, és így összefüggő nagysebességű kapcsolatot képezzen Madrid és Párizs között. Ehhez ma már csak a Perpignan–Marseille szakasz megépítése hiányzik, itt a TGV vonatok még a hagyományos vasúti pályákon közlekednek.